# Elaphidion curacaoae
Elaphidion curacaoae är en skalbaggsart som beskrevs av Gilmour 1968. Elaphidion curacaoae ingår i släktet Elaphidion och familjen långhorningar.
Artens utbredningsområde är Curaçao. Inga underarter finns listade i Catalogue of Life.